# 北京北站
北京北站位于北京市西城区境内，承担京包客运专线京张段的始发终到任务，是北京“四主铁路枢纽”（北京站、北京西站、北京南站和本站）之一。
该车站原名西直门站，建成于1906年8月，是原京张干线、京门支线上的一个火车站，1988年1月1日更为现名:6。北京北站的新站房于2009年1月投入使用，同时老站房作为文物保存，老站房东侧站台西直門站東場現已不再使用。2016年11月1日，北京北站为适配京张城际铁路对车站进行改造，停办了客货运业务，后于2019年12月30日重新开通。

## 历史

### 选址与建设
北京北站原为西直门火车站，为中国著名的铁路设计师詹天佑主持设计修建京张铁路（北京丰台柳村至张家口）时所建的第二座车站。车站选址于西直门西北侧，临近原高粱河倚虹堂码头附近。由于高梁河连接北京城墙和颐和园，根据当地流传的都市传说，在码头附近设站可方便当时的慈禧太后自颐和园水路而来上岸后可连接京张、京奉等铁路线。
车站最初站址定于高梁桥以西的地块，但此方案因选址离倚虹堂码头过近、侵犯风水为由被清廷否决。随后詹天佑将站址东移至高梁桥以东、和西直门护城河之间的地块。由于该地块南北为高梁河和西直门外大街、东西为高梁桥斜街和护城河，地块狭窄，测绘团队最终决定将地块以北的高梁河填平以兴建站场，同时将原河道向北改道。改道后的高梁河呈“几”字形半包围站场，因此被称为“转河”或“钻河”。
西直门车站于1905年12月开工，1906年8月竣工。当时车站设有站房、站台、天桥、机车库及宿舍等设施，其中站房、站台和天桥由詹天佑亲自设计：站房面积2300平方米，外立面呈长方形，位于站场东部。站房整体为西式建筑风格，主入口及站台侧为三孔外券廊，主楼内部一、二层为候车大厅，主楼三层和两侧附楼和为办公用房。屋顶设有三角屋架，并设有采光天窗。

### 初期运营与扩建

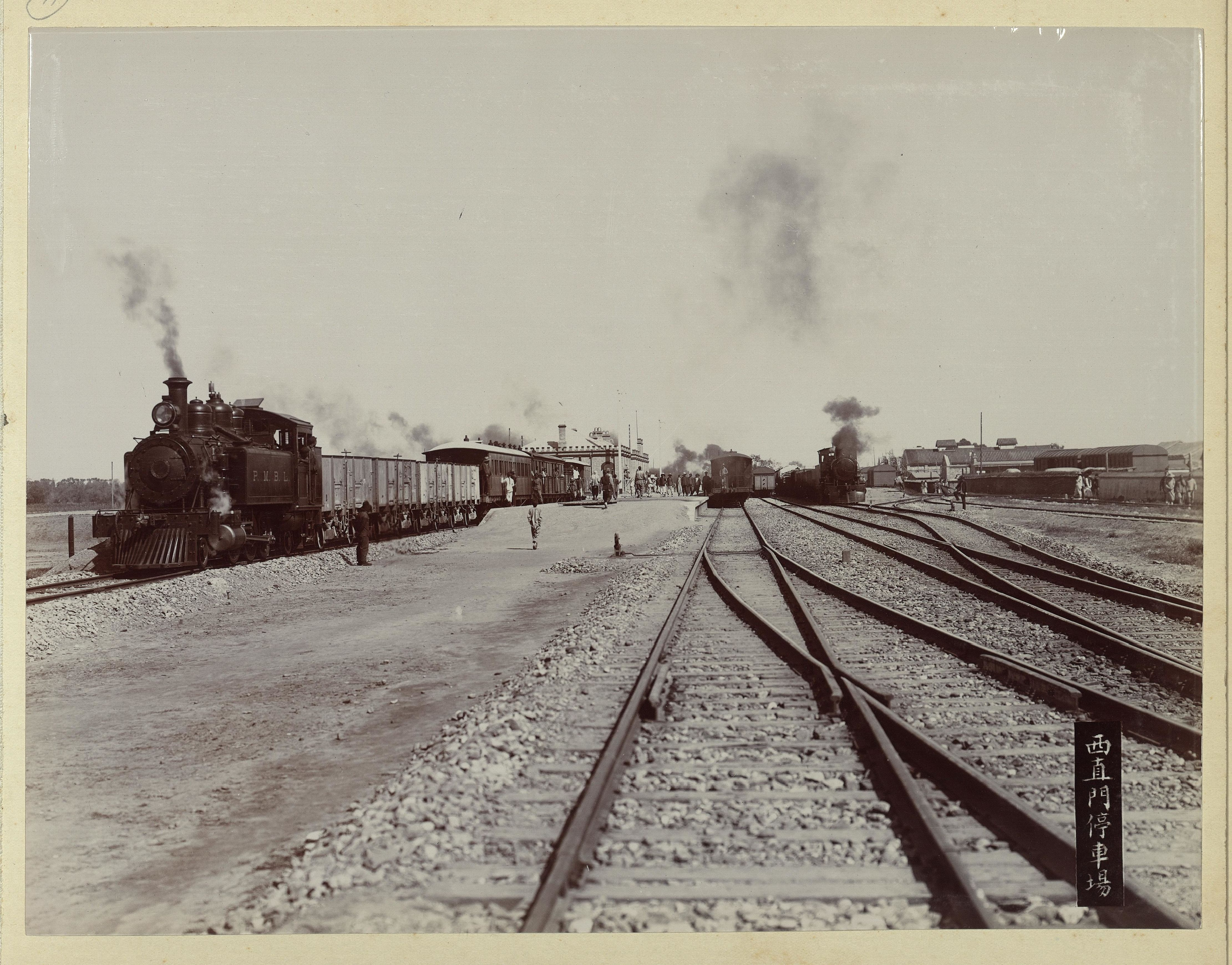
建成初期的西直门停车场

西直门车站于1906年10月随京张铁路丰台至南口段通车而开通。车站在运营初期为客货运车站，货运以到达为主，为中间站，等级为头等站。1907年京门铁路开工，线路自车站南咽喉出岔向西。1908年9月京门支线通车，车站煤炭业务增长；1909年10月，京张铁路全线通车，车站到发车流继续增长。1911年，面积494平方米的西直门车站东货场营业楼竣工投用，同年新建长377米的东月台并将既有西月台延长至189米。
1915年北京环城铁路开工，西直门站兴建钢制天桥一座、禁卫军米仓专用线一条、车辆存放场一座。环城铁路于1916年1月1日通车，线路于车站北咽喉反向接轨。环城铁路的通车使得西直门站成为京张、京门、环城铁路的三线换乘站，每日大量客流在站内换乘。在车站于1916年12月27日被京绥铁路管理局定位一等站的同时，规模受限的站场为列车到发增添了巨大的压力。
1923年京张线铁路向西延伸至绥远，西直门车站改称平绥铁路西直门车站。在北京北站老站房上写有：“平绥铁路西直门车站”，是1927年到1949年使用的名字。1933、1934年又对站内设施进行小规模扩建，新建数间功能用房并对既有设施进行维护。车站于1937年已经是北京城区西北的客货运中心，并承担承担地区小运转解编作业。在此期间车站完成了站场增加股道、增建旅客天桥、扩建折返段等工程。同时因铁路货运的发展，西直门车站成为当时北平主要的粮食供给站，车站周边新建了大量粮仓，形成了粮食市场的格局。
1936年末车站开始被日军控制，初期划归满铁北支事务所管理，1939年改由新成立的华北交通管理。车站在日军控制期间实行军事化管理，不对普通市民开放。为方便日军将门头沟煤炭外运，华北交通将西直门站原有货栈改建为煤仓同时将原有电力、信号、轨道等设施进行升级改造。1945年日本投降后，车站由国民政府平津铁路管理局，1946年车站扩建车房至18间。
1949年中共建政后，西直门站进一步进行了扩建。1952年车站新建至建设中中苏展览馆的专用线以运送建筑材料。此外车站的扩建工程还包括延长股道、改造牵出线、增建驼峰及折返段等项目，使得当时的西直门车站成为北京枢纽辅助性编组站，同时兼办客货运业务。当时车站有20股道，其中到发线7股，剩余为调车场；西侧为设有5条货运线的货场，同时连接13条专用线。此外当局还将车站周围原属不同单位管理的煤仓及粮栈划归国有以统一管理。
1959年车站新建了分别通往铁科院、北方交通大学、西郊食品冷冻厂、西直门粮库、北京木材交易中心、解放军59731部队的专用线。1960年和1961年又新建通往北京焊轨队、城建物资贸易公司、京煤储煤五厂等单位的专用线。

### 尽头站时期的老北站

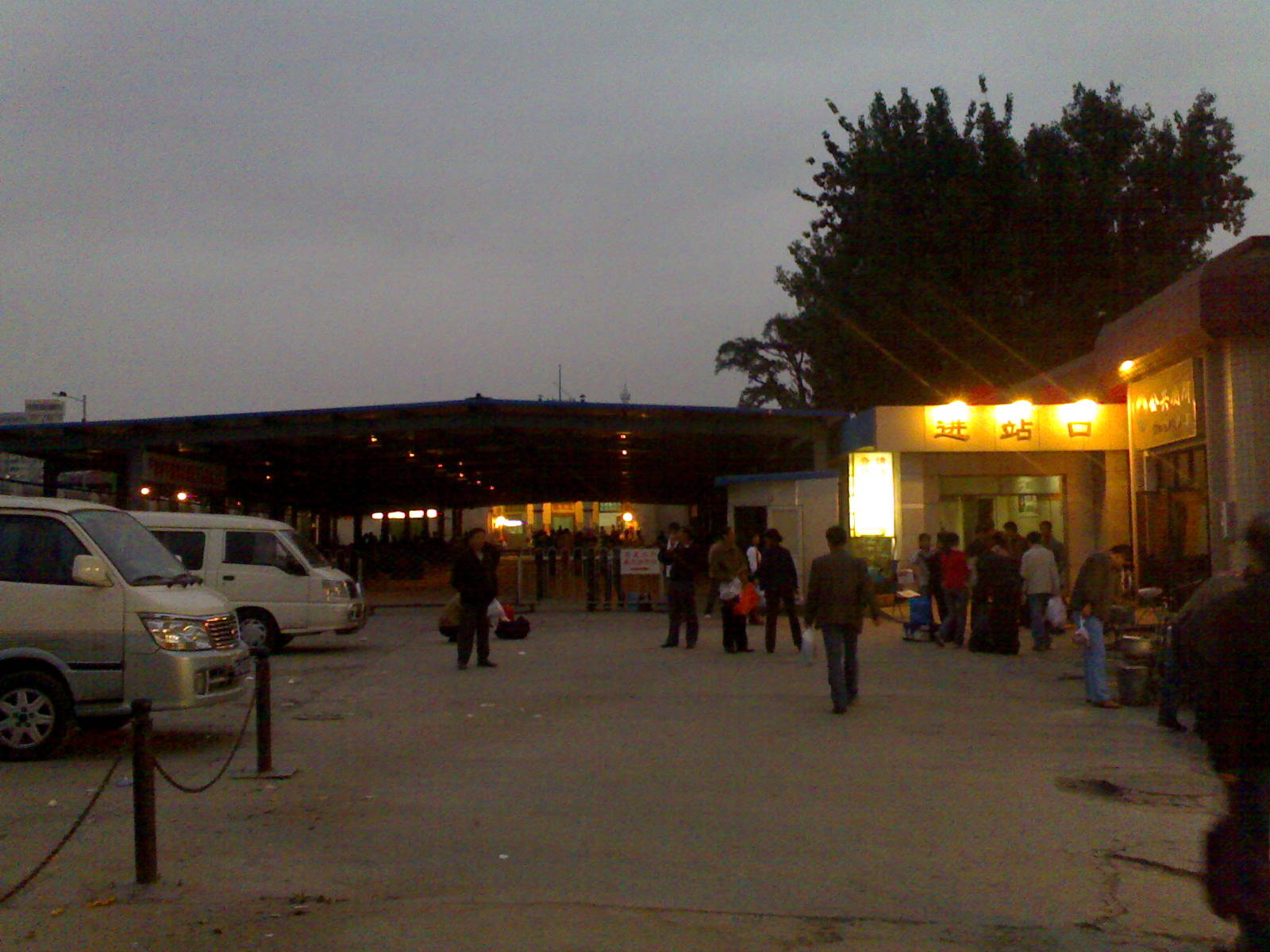
2006年的北京北站进站口

1952年开工、1955年完工的丰沙铁路分流了京包线的车流，大大减少了西直门站货物到发量。1958年环线铁路西直门到东直门段被拆除；同时在周恩来《关于解决北京市城区平交道口》的指示下，京包铁路广安门到西直门、京门铁路西直门到五路分别于1969年8月1日和1972年2月1日起被拆除，西直门站成为尽头站，但仍保留南咽喉。
文革期间，西直门站在北京站和永定门站运送红卫兵大串联期间承担部分北京地区旅客列车的运输任务，为此车站将原货房改建为临时候车室。此外车站在备战期间于西货场新建70平方米的油库和182平方米的装卸维修班组用房一座。1973年丰台西站改造期间部分原丰西混编列车改在西直门站解体直至1976年。同时1973年西直门车站建制撤销，车站改由西直门车务段管理。
在1976年编制的《北京铁路枢纽总布置图》中，西直门站被定为辅助客运站。从那以后，西直门火车站就成了京包铁路的起点站，承担京包线（北京-包头）、京通线（北京-通辽）旅客列车的始发站和终点站。
1979年北京铁路分局计划对车站进行改建，计划车站为尽头站，在西直门立交桥西北角设站前广场，同时货场迁至清华园站。相关工程于1980年8月开工，但由于与北京当地规划冲突，改建工程不久便停工。
1988年西直门火车站改名北京北站。1995年原北京北站候车厅被北京市文物局定为第五批北京市文物保护单位。改革开放后，特别是京秦铁路的通车导致北京铁路货运枢纽向东南偏移、北京西站的建成使得客运枢纽向西南偏移，导致北京北站的车流越来越少，仅有极个别车次在北京北到发，甚至很多人不知道西直门有火车站。

### 2009年至今：新北站时期

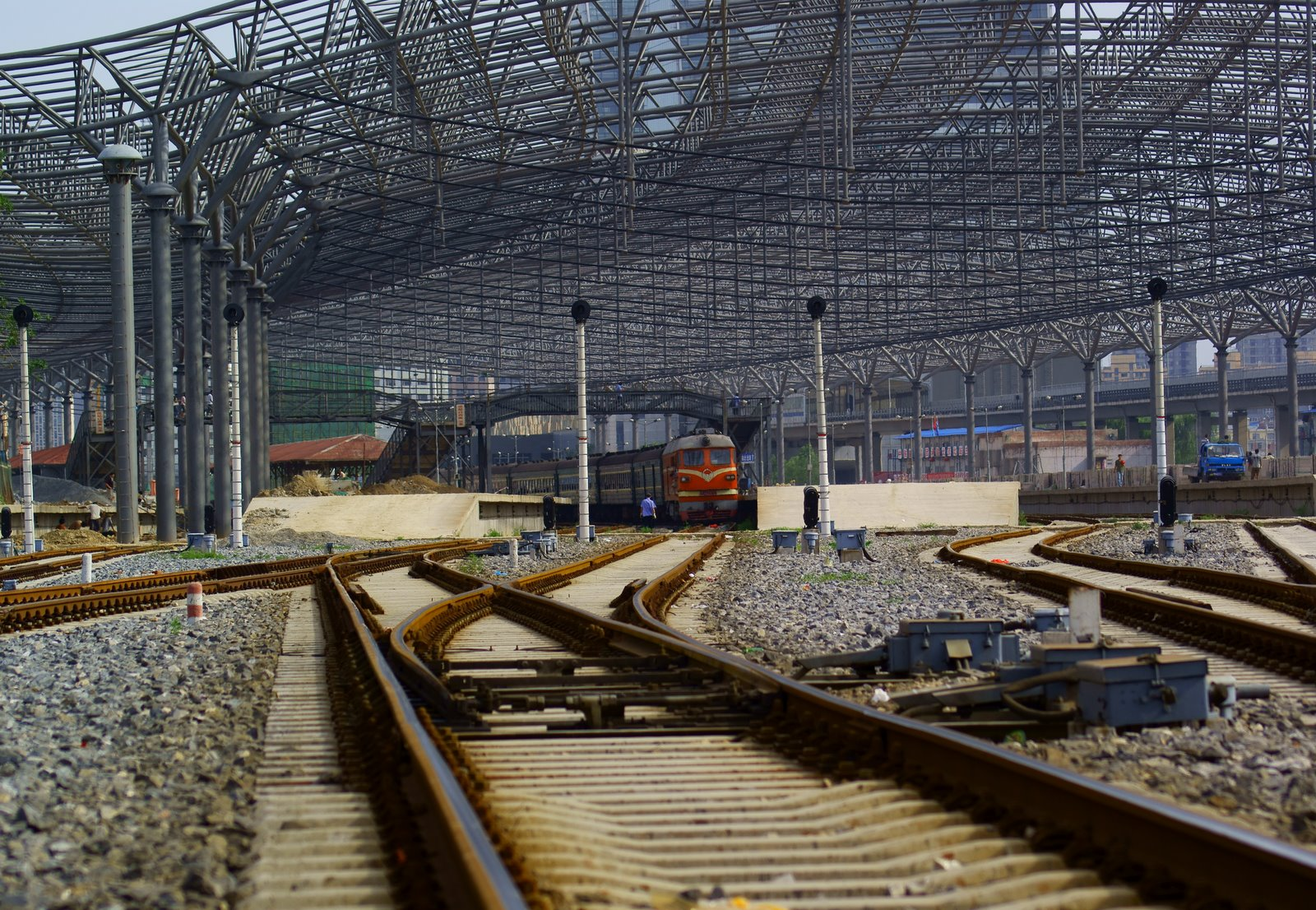
改建中的北京北站站台（2008年7月）

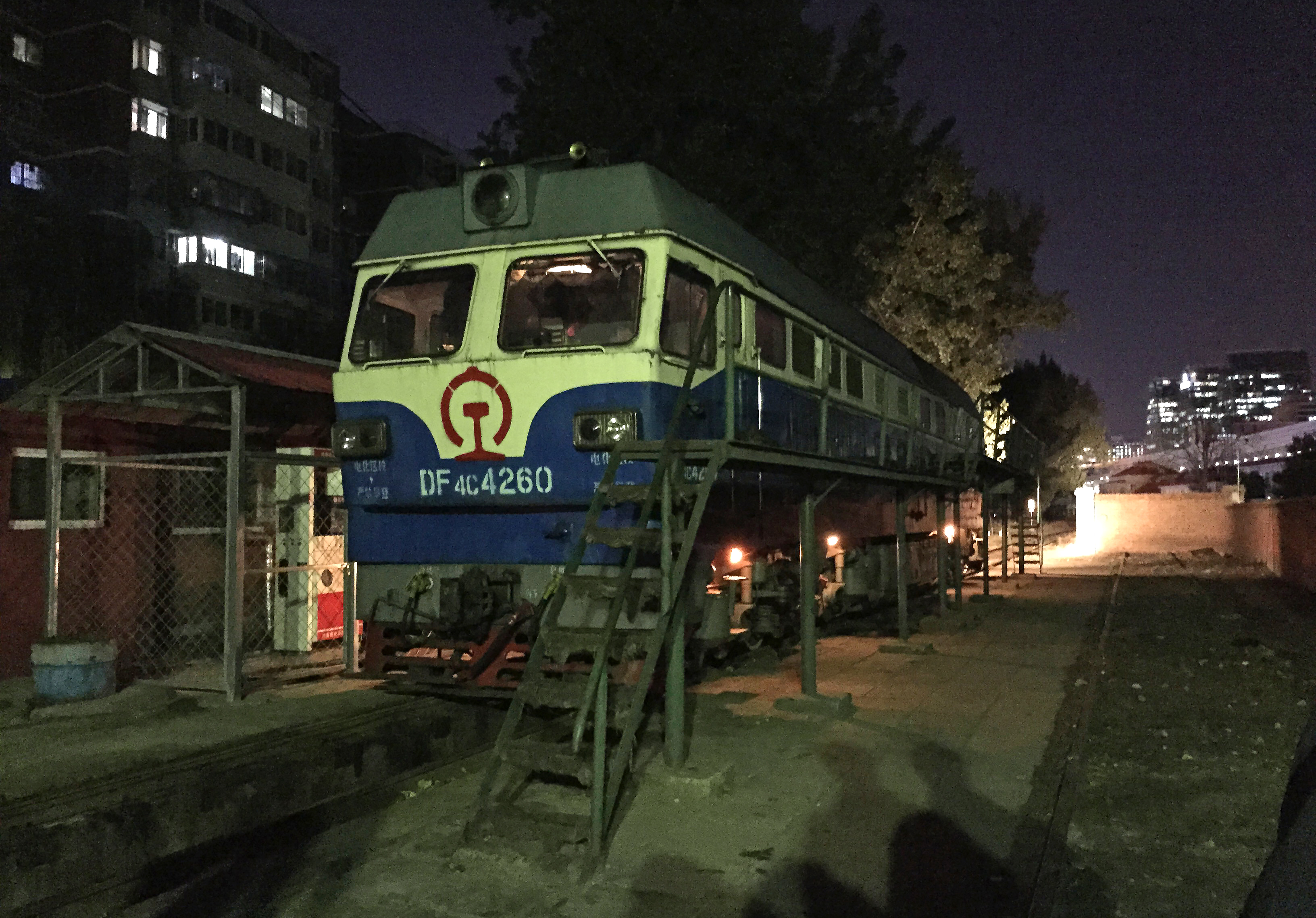
东风4C型4260号机车在西直门折返段内待发

随着北京地区铁路客运压力明显增加，原有的车站已经开始不堪重负。地方政府和铁道部开始重视发掘北京南站和北京北站的客运潜力：在《北京城市总体规划（2004—2020年）》中，提出建设西直门公共客运枢纽站，铁路北京北站被定位北京铁路枢纽内的四大主要客站，承担西北部、北部和部分东北部方向的客运车流，货运功能迁出。
从2005年起，北京北站西区（老车站的站台为现在的东区）开始进行大理石高站台改造，高度由过去的0.7米标准增加到现在的1.25米标准（与客运列车地板高度相同），并开始架设大型钢结构无柱防雨篷，规模接近现有的北京站、北京西站，铁路线路采用新型无缝钢轨，使用国产II型钢筋混凝土轨枕，代替先前使用的木枕，信号系统改造为新型的计算机集中连锁、自动化、智能化控制。
2007年在原车站站场的南侧、西直门外大街以北、高粱桥路以东开工建设新的主站楼，由钢筋混凝土框架结构搭筑，工程为二类高层建筑，使用年限为50年。北京北站新站房比老站房向南延伸更接近西直门立交桥以及西直门交通枢纽。
原计划于2009年1月11日即2009年春运的第一天正式投入使用的新北京北站,最终于2009年1月16日开通运营。这一天，新老站房同时运营。第二天，运营整100年的老车站站房正式退出历史舞台，作为文物保存。新站房最多可同时容纳5000人候车。新北京北站面积是老站的5倍。新站房日发送旅客由原来的91万人增加到450万人。
2008年北京奥运开幕前夕，北京北站至北五环以内的线路进行了美化工程，并配套开行了北京市郊铁路S2线，直达八达岭和延庆，2011年部分列车又延长至北京市界外的沙城站。
2016年11月1日，受到京张城际铁路施工的影响，北京北站停办客运业务，从北京北站开出的最后一班旅客列车为满洲里至呼和浩特的K273次。在改造期间，北京市郊铁路S2线改由黄土店站始发终到，而普速列车则改由昌平北站始发终到。在客运停办期间，车站继续保留售票业务，同时候车室暂时改建为羽毛球馆并对外开放营业。
2019年10月16日起，北京北站正式封站改造，售票厅、羽毛球馆停止营业，西直门站地下站厅层前往北京北站广场的通道停止通行。
2019年12月30日，配合京張城際鐵路、大張客運專線和呼張客運專線張集段通車，北京北站重新投入運營。
2020年9月30日，北京市郊铁路怀柔－密云线正式引入北京北站。
- 2016年9月的北京北站，可见有旅客正在赶乘S2列车
- 北京市郊铁路S2线列车停靠站台（2011年）
- 4472次列车到达北京北站
- 2019年3月的北京北站，可见没有任何列车和旅客，且接近尽头的渡线（供机车折返）也被拆除

## 车站结构

### 站房

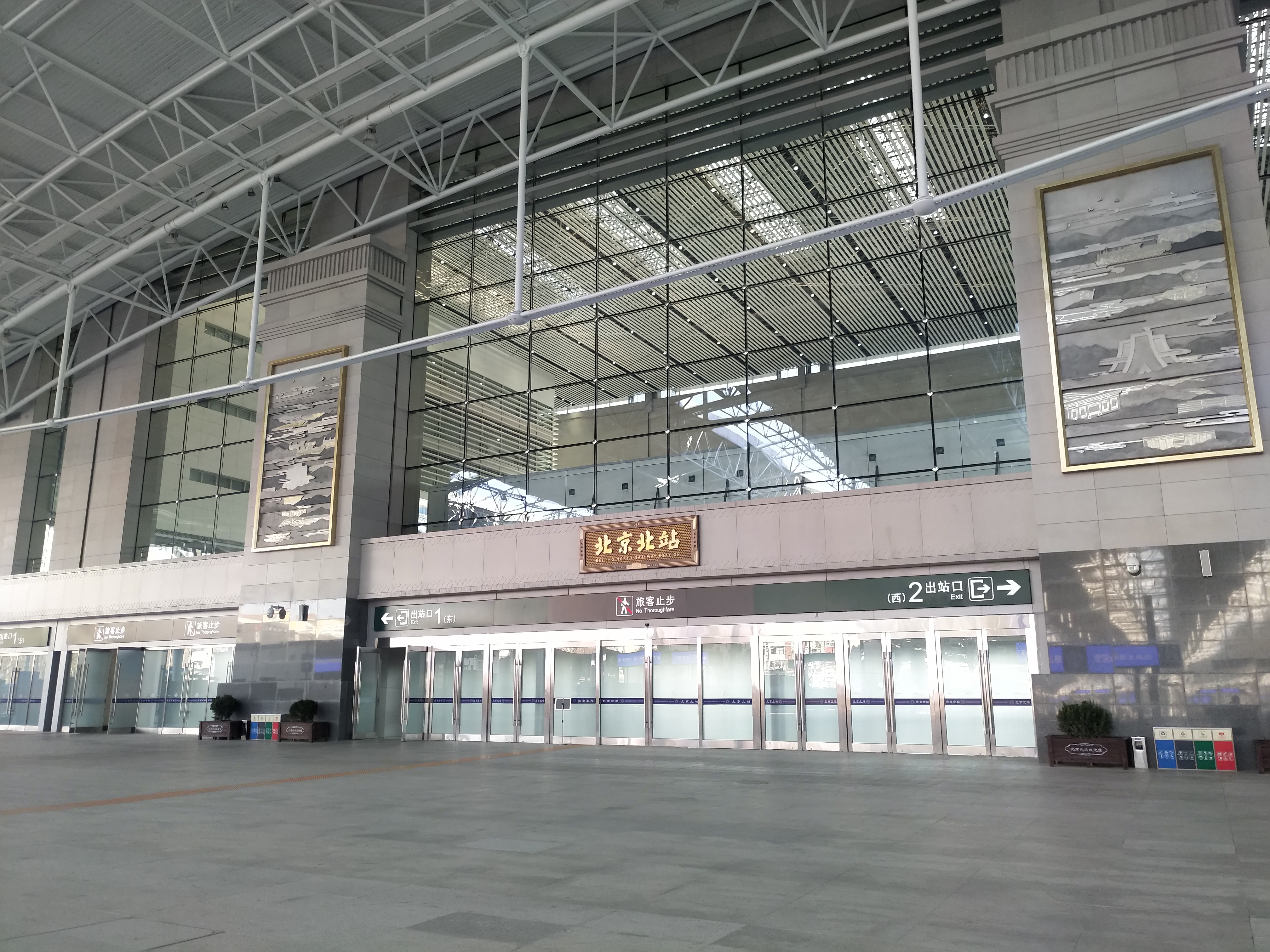
改建后的北京北站入口

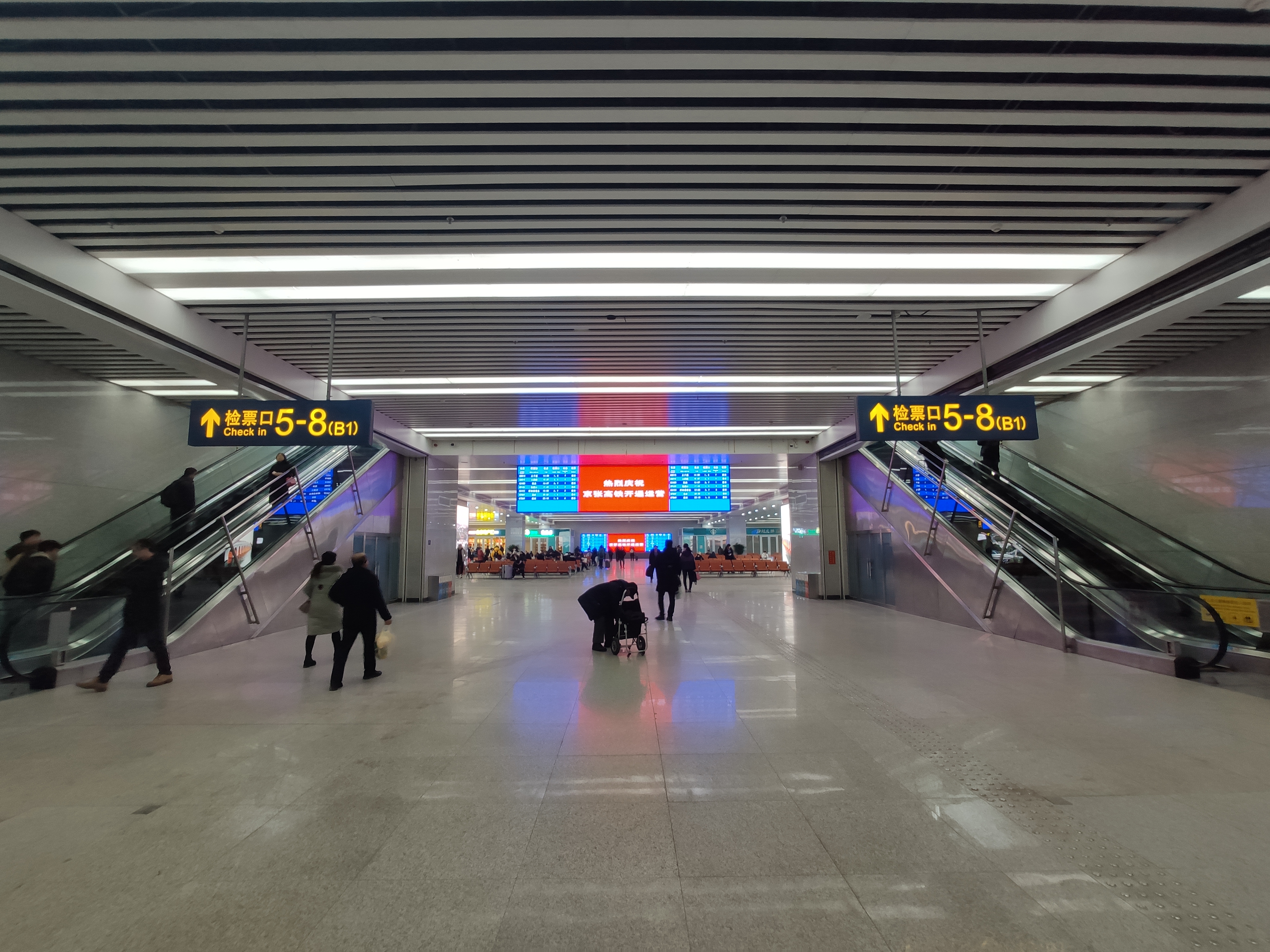
地下候车室

北京北站主站房在站台南端尽头，呈南北纵向尽端式铁路站场。主站房分为地上六层、地下两层。现站房总建筑面积21442平米、面宽48米、进深90米、高度31.5米。
站房北面全部采用玻璃窗设计，南面即是进站口。站房内部为地上6层，地下2层，布局采用中央进站式。售票处位于地面；地下一层和地面各设一个候车厅，设计最高聚集人数3500人。其中一层中部候车厅通高，并在南北两侧阁楼设有商铺；地下一层候车室设有市郊铁路怀密线专用进站口，北侧边亦设置商业服务区。其余楼层为办公房屋。出站厅位于地下一层东西两侧。站房内部设有主题为“天地合德，百年京张”的仿石材铝板浮雕，内刻画有新老机车、铁路桥隧、太阳、祥云、和平鸽、绿水青山等元素。
- 售票厅
- 候车室前的安检区
- 改建后的一层候车室
- 改建后的B1候车室

### 站场
北京北站设有11个站台、11条到发线，全部为长550米的港湾式站台，其中10、11号站台为怀密线列车专用。乘客出站可由站台直接到达地下一层。站场主体采用钢筋混凝土框架结构，屋面被36×8梠、680×118米、总投影面积7.5万平方米的大跨度钢网架结构覆盖。此外站场两侧设置3米高实体围墙，为北京灰仿石喷涂仿古砖风格。
站线布置
| 东                                                        |                                |
| 1号站台                                                   |                                |
| 到发线（1道）（南端为尽头线）                             |                                |
| 到发线（2道）（南端为尽头线）                             |                                |
| 2号站台 3号站台                                           |                                |
| 到发线（3道）（南端为尽头线）                             |                                |
| 到发线（4道）（南端为尽头线）                             |                                |
| 4号站台 5号站台                                           |                                |
| 到发线（5道）（南端为尽头线）                             |                                |
| 到发线（6道）（南端为尽头线）                             |                                |
| 6号站台 7号站台                                           |                                |
| 到发线（7道）（南端为尽头线）                             |                                |
| 到发线（8道）（南端为尽头线）                             |                                |
| 8号站台 9号站台                                           |                                |
| 到发线（9道）（南端为尽头线）                             |                                |
| 到发线（10道）（南端为尽头线）                            |                                |
| 10号站台 怀柔—密云线专用站台 11号站台 怀柔—密云线专用站台 |                                |
| 西                                                        | 到发线（11道）（南端为尽头线） |

## 车务管理
北京北站历史上曾由西直门车务段、北京铁路局（直管）、北京西站、通州车务段等机构直接管辖。2020年12月28日，为进一步优资源配置及专业管理，通州车务段搬迁并更名为北京北站，北京北站再次成为局直属站，原车务段下辖站变为站管站，原北京北站车站班组变为北京北站车间。
北京北站的管辖范围为北京市北部地区各车站，包括北京市行政区域内的京包客专京张段、京包铁路、京通铁路、京承铁路及东北环线的所有车站（不含双桥及北京朝阳），共计42座车站及3个线路所。

## 旅客列车目的地
在停运改造前，北京北站曾是京通线多数列车的始发终到站。2019年12月30日北京北站重新启用后，北京北站开行往呼和浩特东、包头、大同南、张家口、太子城方向的动车组列车。2021年10月11日，京张城际铁路列车运行图重新编排。北京至张家口、大同、呼和浩特、包头的高速动车组列车全部改为北京北站始发终到。（不含临客，途经延庆支线和崇礼支线的列车于2022年变为普通动车组列车）2023年10月11日起，北京北站开行往太原方向的普通动车组列车。
| 列车所属路局                                | 车次                                                                               | 目的地     |
| ------------------------------------------- | ---------------------------------------------------------------------------------- | ---------- |
| 北京局集团                                  | G2459、G2461、G2463、G2465、G2469、G2471、G2473、G2477                             | 呼和浩特东 |
| 北京局集团                                  | G2475                                                                              | 呼和浩特   |
| 北京局集团                                  | G2481、G2483、G2485                                                                | 包头       |
| 北京局集团                                  | G2529、G2531、G2533、G2535、G2537、G2539、G2541、G2543、G2545、G2547、G2549、D1123 | 大同南     |
| 北京局集团                                  | D6711、D6713                                                                       | 崇礼       |
| 北京局集团                                  | D6703、D6709                                                                       | 延庆       |
| 北京市基础设施投资有限公司 (北京局集团代管) | S511、S513、S515、S517                                                             | 怀柔北     |
| 北京市基础设施投资有限公司 (北京局集团代管) | S501、S503                                                                         | 古北口     |
| 呼和浩特局集团                              | G2457、G2467、D1023                                                                | 呼和浩特东 |
| 呼和浩特局集团                              | G2491、G2493、G2495                                                                | 包头       |
| 呼和浩特局集团                              | G7881                                                                              | 张家口     |
| 太原局集团                                  | D1125                                                                              | 太原南     |

### 北京市郊铁路

#### 怀柔密云线
怀密线电气化后所用CRH6F-A型电力动车组由中车四方制造，车身色带为粉色系，为四编组动力分散型动车组，最高时速160km/h。

#### S2线（2008年-2016年）
长城号内燃動車組，由戚墅堰厂制造，是北京奥运会开幕前夕配套开行的S2线市郊列车，运行在延庆站和北京北站之间，因其经过八达岭旅游区，俗称“八达岭动车组”。2011年7月1日调整后每天开行16对，全程大约运行1小时30分左右。2016年全部市郊S2列车始发终到业务搬至黄土店站。

## 接驳交通

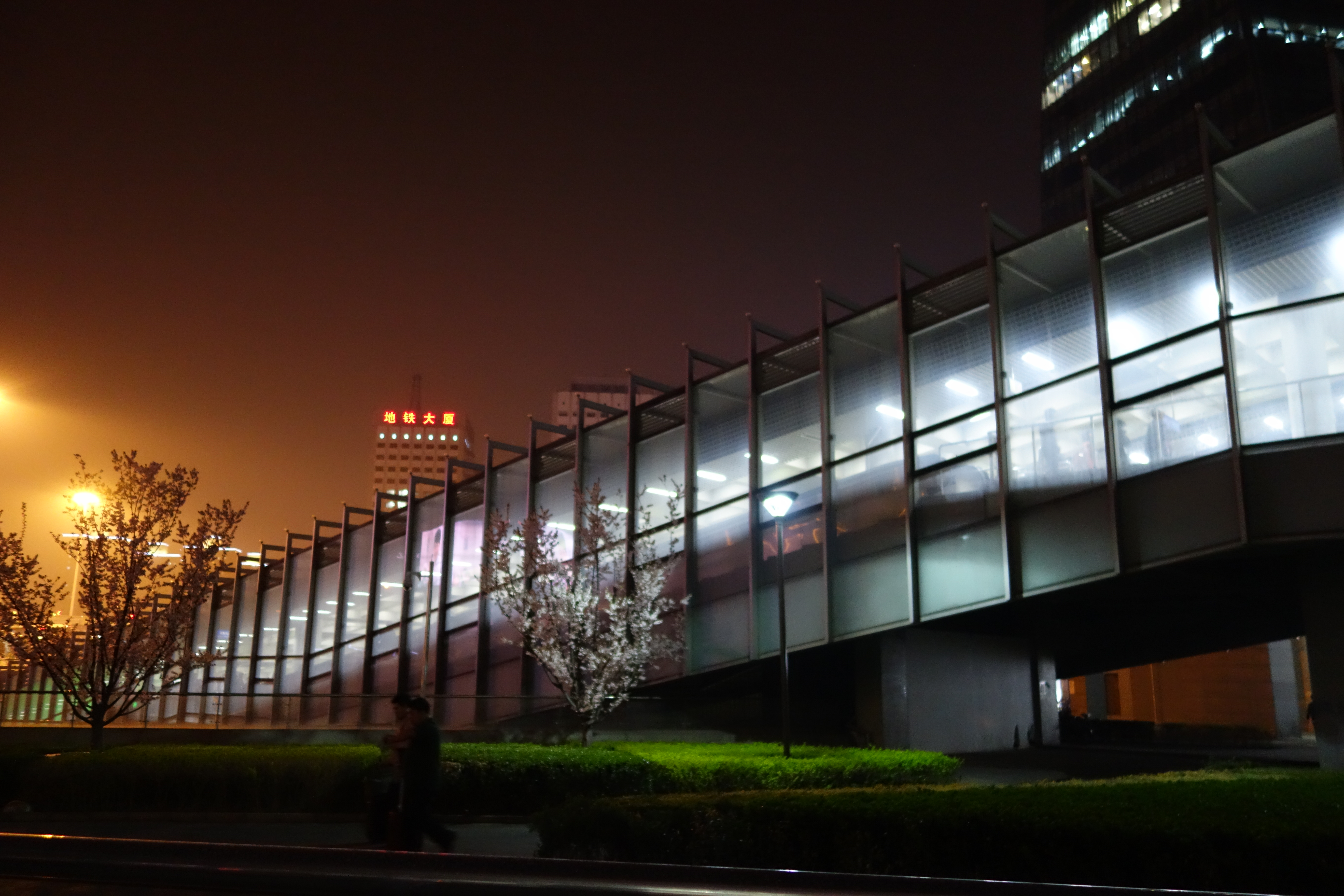
北京北站站前即是地铁西直门站的长换乘通道

通过主站房门前的两个地下通道，和地铁转乘大厅可以到达地下一层。地下一层与西直门交通枢纽相通，临近北京地铁2号线、地铁4号线和13号线出入口。
北京北站地下一层设有通往西直门交通枢纽地下二层的扶梯通道。地下二层主要设置出租车及网约车停车场，包含落客、上客区与蓄车区。

## 周边
周边是北京的西直门交通枢纽。有北京地铁2号线、4号线和13号线的西直门站。
另外，还有许多公交线路的经停站与起点站、可以去颐和园、圆明园、香山。

## 延伸阅读
- 北京站
- 北京西站
- 北京南站
- 北京东站
- 清河站
- 北京市郊铁路S2线
- 北京市郊铁路怀柔－密云线